# 吴雪松
吴雪松，帝国理工学院全职教授，主要从事非线性流动稳定性、层流－湍流转捩的理论研究，中华人民共和国教育部第四批"长江学者"特聘教授、中国国家千人计划人才。